# Piteå stadskyrka
Piteå stadskyrka är en kyrkobyggnad i Piteå. Den är församlingskyrka i Piteå församling i Luleå stift. Kyrkan invigdes 1668 och är Norrlands äldsta träkyrka.

## Historik

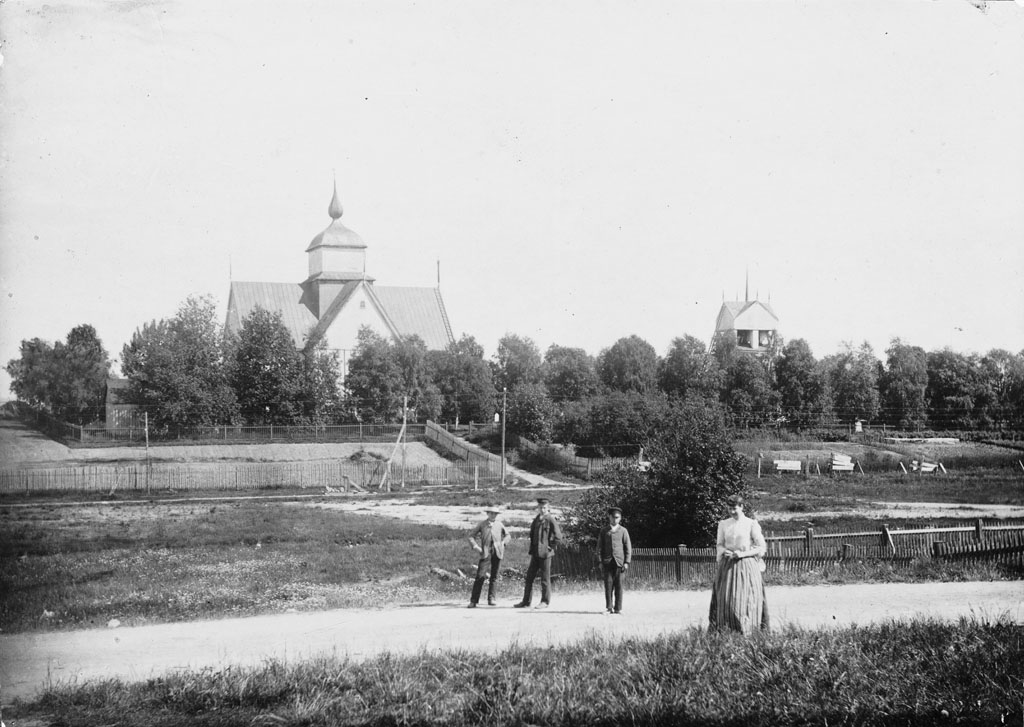
Piteå stadskyrka, 1906.

Kyrkan byggdes 1684-86 då Piteå flyttades till sin nuvarande plats efter en brand 1666. Innan dess låg staden i nuvarande Öjebyn och då använde man Öjeby kyrka som stadskyrka.
Trots många krig då fientliga trupper härjade i och omkring staden har kyrkan undgått ödeläggelse. Närmast att förstöras var den 1721, då ryska soldater brände hela staden men sparade kyrkan för att använda den som högkvarter. Kyrkklockan räddades genom att den grävdes ner på kyrkogården; (förr var det vanligt att militärstyrkor stal kyrkklockor och smälte ner dem för att tillverka kanoner).
Kyrkan har renoverats bland annat 1954, 1986 och 2016.

## Inventarier

### Altartavla
Altartavlan är tillverkad på 1600-talet. Den köptes in år 1700 från Maria Magdalena kyrka i Stockholm. Troligen är altartavlan ett krigsbyte från Polen.

### Predikstol
1702 beställde man predikstolen av snickaren Nils Fluur, som levererade den samma år.

### Orgel
Före 1755 var det kören som ledde psalmsången. 1951 byggde  Grönlunds orgelbyggeri en ny orgel – med undantag av fasaden som är den ursprungliga (inklusive piporna däri, vilka dock är förändrade). Orgeln renoverades 1984 och byggdes om 2005–2006 av tillverkaren.
- 1755 byggde Jonas Gren och Petter Stråhle, Stockholm en orgel med 7 stämmor.

| Manual                       |
| Gedackt 8'                   |
| Principal 4'                 |
| Spetsflöjt 4'                |
| Kvintadena 3'                |
| Oktava 2'                    |
| Scharf 3 chor                |
| Trumpet 8' (halverad stämma) |

- 1899 byggde Nils Oskar Alm, Boden en orgel med 11 1⁄2 stämmor och två manualer. 1943 ombyggdes och tillbygges orgeln av Bo Wedrup, Uppsala och fick då 38 stämmor, tre manualer och pedal.
- Den nuvarande orgeln byggdes 1951 av Grönlunds Orgelbyggeri, Gammelstad. Orgeln är mekanisk och fasaden är från 1755 års orgel. 1985 fick orgeln ett kombinationssystem med 100x2 fria kombinationer. Orgeln har under senare år fått ett nytt spelbord.

| Huvudverk I    | Svällverk II      | Pedal           | Koppel |
| Kvintadena 16' | Spetsflöjt 8'     | Subbas 16´      | I/P    |
| Principal 8´   | Salicional 8'     | Oktava 8'       | II/P   |
| Gedackt 8'     | Rörflöjt 8'       | Gedackt 8'      | II/I   |
| Principal 4'   | Oktava 4'         | Flöjt 4'        |        |
| Rörflöjt 4'    | Gemshorn 4'       | Rauschkvint III |        |
| Kvinta 2 2/3'  | Nasat 2 2/3'      | Fagott 16'      |        |
| Oktava 2'      | Valdflöjt 2'      | Skalmeja 4'     |        |
| Mixtur V       | Ters 1 3/5'       |                 |        |
| Trumpet 8'     | Scharff III       |                 |        |
|                | Dulcian 8'        |                 |        |
|                | Crescendosvällare |                 |        |

### Klockstapeln
1723 började man diskussionerna om uppföra en klockstapel bakom kyrkan (dessförinnan hade kyrkklocka funnits i ett klocktorn överst på kyrkan). Stapeln var klar 1727 men efter besiktning var man tvungen att förstärka den då den inte klarade av krafterna från klockornas svängningar då de ringdes.
Klockan användes inte bara för ringa samman till gudstjänst utan också för att varna stadens befolkning för brand och andra faror.